# Strumigenys incerta
Strumigenys incerta (лат.) — вид мелких муравьёв из подсемейства Myrmicinae. Восточная Азия (Китай, Корея, Япония).

## Описание
Длина оранжево-коричневого тела около 2 мм. Отличается следующими признаками: жвалы узкие, треугольные с несколькими зубчиками на жевательном крае. Передний клипеальный край широко, неглубоко, но равномерно вогнут. Скапус и клипеус, как и всё тело с волосками. Тело узкое и относительно тонкое. Усики 6-члениковые. Гнездятся в лесной подстилке и гнилой древесине в широколиственных лесах. Предположительно, как и другие виды рода, это хищный вид, охотящийся на мелкие виды почвенных членистоногих. Стебелёк между грудкой и брюшком состоит из двух члеников: петиолюса и постпетиолюса (последний четко отделен от брюшка), жало развито, куколки голые (без кокона). Специализированные охотники на коллембол. Вид был впервые описан в 1949 году под названием Smithistruma incerta по материалам из Японии. Включён в состав видовой группы Strumigenys rostrata (Dacetini)